# 松岡達英
松岡 達英（まつおか たつひで 1944年 - ）は、日本の自然絵本作家。
北海道から沖縄までの日本各地を始め、中南米、アラスカ、オセアニア、東南アジアなど広範にわたる自然観察の旅をしながら、多数の自然科学の絵本を描いている。『すばらしい世界の自然シリーズ』（大日本図書）で厚生省児童福祉文化賞、『熱帯探検図鑑』（偕成社）で、絵本にっぽん賞、『ジャングル』（岩崎書店）では日本科学読物賞、厚生児童福祉文化賞を受賞。主な著書に『あまがえるりょこうしゃ』（ポプラ社）など。
2000年に新潟県川口町にアトリエを構え、そこでの通年取材を通しながら、さらに多彩な創作活動を行っている。2004年10月、アトリエ内で新潟県中越地震に被災した。その被災経験を元にした『震度7』（ポプラ社）を出版した。アトリエは震度7の揺れで損傷を受けたが、その2年後、アトリエでの活動を再開させた。2007年にはアトリエ内にギャラリーをオープンした。

## 来歴と主な著書
- 1944年　新潟県長岡市生まれ。小学生の頃から自然に興味を持ち、互尊社の森、栖吉川、東山、百軒堤、城山、不動滝、森立峠、鋸山、竹之高地等で観察や採集に明け暮れる。
- 1967年	フリーのイラストレーターになる。
- 1968年	「知識絵本」（北隆館）10巻を出版し絵本作家としてデビューこの頃から外国への自然観察の旅を始める。
- 1974年	海外探検旅行の経験をもとに「すばらしい世界の自然」（大日本図書）5巻を出版、厚生省児童福祉文化賞を受賞
- 1980年	「熱帯探検図鑑」（偕成社）5巻を出版、絵本にっぽん賞を受賞。
- 1981年	この頃から日本各地の自然観察を本格的に始める。
- 1988年	長岡で暮らした少年期を描いた「父さんの小さかったとき」（福音館書店）を出版。
- 1993年　3年にわたる取材をもとに中米コスタリカの自然をテーマにした「ジャングル」、（岩崎書店）を出版、厚生省児童福祉文化賞と日本科学読物賞を受賞。
- 1994年 「ぼくのロボット恐竜探検」（福音館書店）を出版、国際アンデルセン賞、オナリスト賞を受賞。
- 1996年	日本橋丸善、小原流会館で個展を開催。
- 1998年　長岡市で個展を開催。
- 1999年	コスタリカのハナグマを主人公にした「ツーティの小さなぼうけん」（偕成社）を出版　続編は「ツーティのうんちどこいった」。
- 2000年	はじめてのぼうけんシリーズ「ぴょ～ん」「あしあと」「あな」「しりとり」（ポプラ社）、　「だんごむし空をとぶ」（小学館）を出版。自然豊かな新潟県川口町にアトリエを建設。
- 2001年	春～秋まで川口町のアトリエを活動の拠点とし、自然観察や絵本製作に励む。「だんごむしうみへいく」（小学館）を出版。
- 2002年	川口町で取材を重ねた絵本「くさはらどん」「くるみ」（福音館書店）を出版。4月から新潟日報で「だんご博士の観察記」の連載を始める。4月から長岡造形大学で教鞭をとる。
- 2003年　川口町での自然観察と人々の生活を絵本にまとめた「野あそびずかん」（福音館書店）「だんごむしと恐竜レプトぼうや」（小学館）出版。
- 2004年	黒姫の生物学者ニコルと共著「森にいこうよ」（小学館）、川口町の池に取材した「あまがえるりょこうしゃ」（福音館書店）、新潟日報での連載をまとめた「だんご博士の観察記」（小学館）、「うんちだよ」（ポプラ社）を出版。10月新潟県川口町のアトリエで新潟県中越地震に遭遇する。
- 2005年	「まだかな」（ポプラ社）を出版、続いて被災体験をもとに「震度7新潟県中越地震を忘れない」（ポプラ社）を出版。
- 2006年	「震度７新潟県中越地震を忘れない」で産経児童出版文化賞を受賞。「モグラはかせの地震たんけん」（ポプラ社）。「昆虫の生活」（幻冬舎）「だあれだ」（ポプラ社）を出版。
- 2007年　「ごろんごろん」（ポプラ社）、「もりのくうちゅうさんぽ」（福音館書店）を出版。5月川口町のアトリエＧreenＷorksにギャラリーを併設しオープン。
- 2008年　 「野遊びを楽しむ里山百年図鑑」（小学館）を出版し第58回小学館児童出版文化賞する。
- 2010年10月23日 3D映画『とびだす絵本3D』の1作として「ぴょーん」「しりとり」がアニメ映画化。
- 2011年  「ゆきやまたんけん」（福音館書店）、「ぼくがきょうりゅうだったとき」（ポプラ社）「ぼくがきょうりゅうだったとき」（偕成社）を出版。
- 2012年  「おっぱい」（そうえん社）、「かがくのとも　さとやまに はるがきた」（福音館書店）、でんしゃはっしゃしまーす (偕成社)を出版。
- 2013年   「ちきゅうがウンチだらけにならないわけ(福音館の科学シリーズ) 」、「いけのおと (幼児絵本ふしぎなたねシリーズ)」（福音館書店）を出版。
- 2014年   「あまがえる先生１ねんずかん」 (ポプラ社)を出版。
- 2016年   「イモリくん ヤモリくん(おはなしかがくえほん)」（岩崎書店）が（日本絵本賞）を受賞、「イモリくん ヤモリくん(おはなしかがくえほん)」 （岩崎書店）、「だれのこえ? (はじめてのぼうけん 8) 」（ポプラ社）、「カエルくんのだいはっけん！ 」(小学館)を出版。
- 2017年   「サファリ」（金の星社）を出版。
- 2019年   「バッタロボットのぼうけん」（ポプラ社）が産経児童出版文化賞美術賞を受賞。